# Zakłady Odzieżowe Bytom
Zakłady Odzieżowe „Bytom” S.A. (wcześniej Bytomskie Zakłady Przemysłu Odzieżowego) – dawne polskie przedsiębiorstwo przemysłu lekkiego, specjalizujące się w produkcji odzieży męskiej: głównie garniturów, marynarek oraz spodni.

## Historia

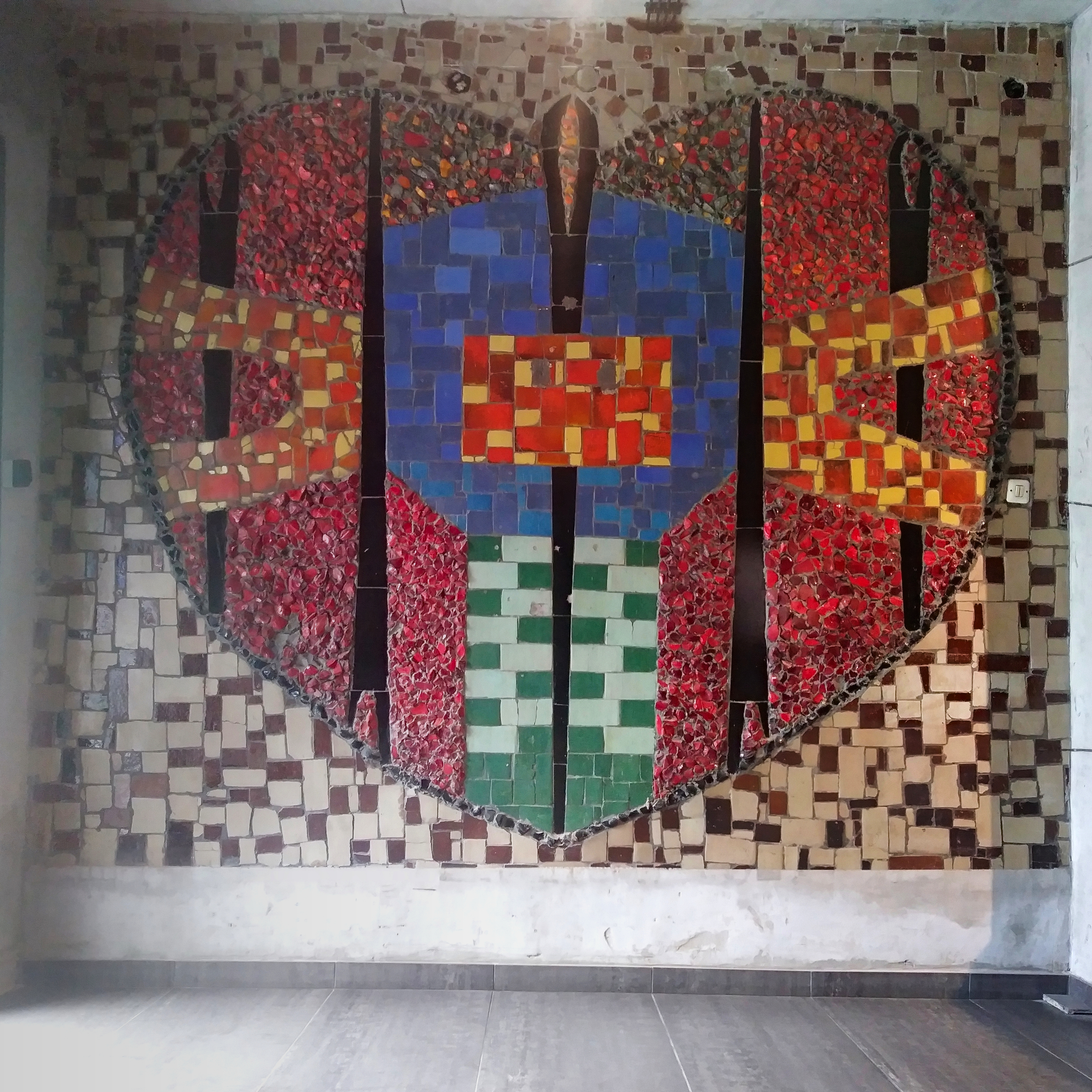
Mozaika na ścianie parteru dawnych Zakładów Odzieżowych Bytom (obecnie Bytom Square) w Bytomiu przy ul. Wrocławskiej 32-34 (2020)

Przedsiębiorstwo powstało w Bytomiu przy obecnej ulicy Wrocławskiej 32/34 jako Fabryka Konfekcji. Pierwotny bytomski zakład otworzono 22 października 1945 roku w miejscu ruin niemieckiej szwalni, która produkowała odzież ochronną. Na początku swojej działalności fabryka zatrudniała 110 osób oraz posiadała 64 maszyny do szycia. Na początku lat 50. XX wieku w zakładach szyto około 200 tys. garniturów rocznie. W 1969 roku przedsiębiorstwo przejęło Szkołę Zawodową oraz Technikum Odzieżowe w Tarnowskich Górach (przekształcone z biegiem czasu z Zespołu Szkół Odzieżowych w Zespół Szkół Artystyczno-Projektowych), celem kształcenia nowych kadr. Szkoły te kształciły około 700 uczniów rocznie. W 1970 roku produkcja garniturów wzrosła do 1 mln sztuk, a w roku 1975 do 1,5 mln sztuk.
W 1990 roku, po transformacji ustrojowej, Zakłady Odzieżowe „Bytom” SA stały się jednoosobową spółką Skarbu Państwa.
Od 1 stycznia 1995 roku spółka notowana jest na Giełdzie Papierów Wartościowych. Od początku istnienia wyprodukowała kilkadziesiąt milionów ubrań, które sprzedano w kraju oraz za granicą, m.in. w Niemczech, Francji, Wielkiej Brytanii, Włoszech i USA.
Firma Bytom S.A. otrzymała nagrody: Doskonałość Mody 2000, Złote Godło, Złotą Pętelkę, Laur Konsumenta 2005, Wybitnego Złotego Konsumenta oraz Złoty Medal Międzynarodowych Targów Poznańskich.
W 2006 roku sprzedaż wyrobów sięgnęła 68 mln złotych, natomiast zysk sięgnął 8 milionów złotych.
Od końca 2010 roku zarząd Bytom S.A. mieści się w Krakowie, zaś dział produkcyjny znajduje się w Tarnowskich Górach przy ulicy Nakielskiej 33. Tym samym z Bytomiem przedsiębiorstwo związane jest jedynie nazwą.
W 2018 roku doszło do połączenia spółki Bytom z Vistula Group. Odtąd marka funkcjonuje w ramach grupy Grupa Kapitałowa VRG S.A. (Vistula, Bytom, Wólczanka, Deni Cler Milano i W.KRUK.).